# Mall del Pacífico
El Mall del Pacífico es el centro comercial más grande de la ciudad de Manta, Ecuador. Fue inaugurado el 19 de abril de 2017 con una inversión cercana a los 200 millones de dólares.
El centro comercial posee 30.000 metros cuadrados de construcción  con un área de estacionamiento de 1.500 vehículos y cuenta con 136 locales, ocho salas de cine, numerosas islas de negocio pequeños, un patio de comidas y zonas de restaurantes con panorámica de la playa murciélago .
La apertura del Mall ocurrió en momentos que Manta atravesaba la lenta recuperación del terremoto de 2016, por lo que la construcción del mismo ayudó al empleo de muchos ciudadanos, lo cual convierte al sitio en una infraestructura de alta gama para el fomento del turismo y los negocios, como lo es un hotel de cinco estrellas de 165 habitaciones y el almacén De Prati donde funciona en un área de 2.000 metros cuadrados.
Algunas tiendas del centro comercial son:
- Súper Éxito
- Pizza Hut
- Megamaxi[5]
- Kao Sport
- Marathon Sports
- Bebé Mundo
- Etafashion
- Pika
- Quiksilver DC[6]